# The Dalles
The Dalles je město na řece Columbia v severním Oregonu v okrese Wasco. Žije zde přibližně 16 tisíc obyvatel.